# Archibald Kay

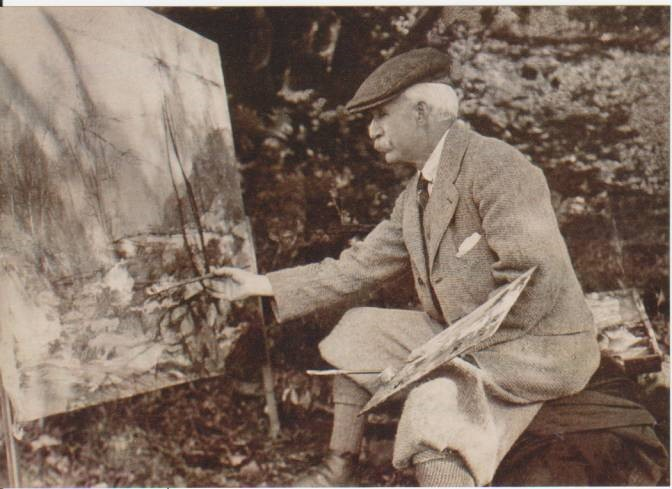
Archibald Kay an seiner Staffelei, bei der Arbeit am Fluss Leny, um 1930

Archibald Kay (* 4. September 1860 in Glasgow; † 6. September 1935 ebenda) war ein schottischer Landschaftsmaler. Er war Mitglied der Royal Scottish Academy (RSA) und der Royal Scottish Society of Painters in Watercolour (RSW).

## Leben

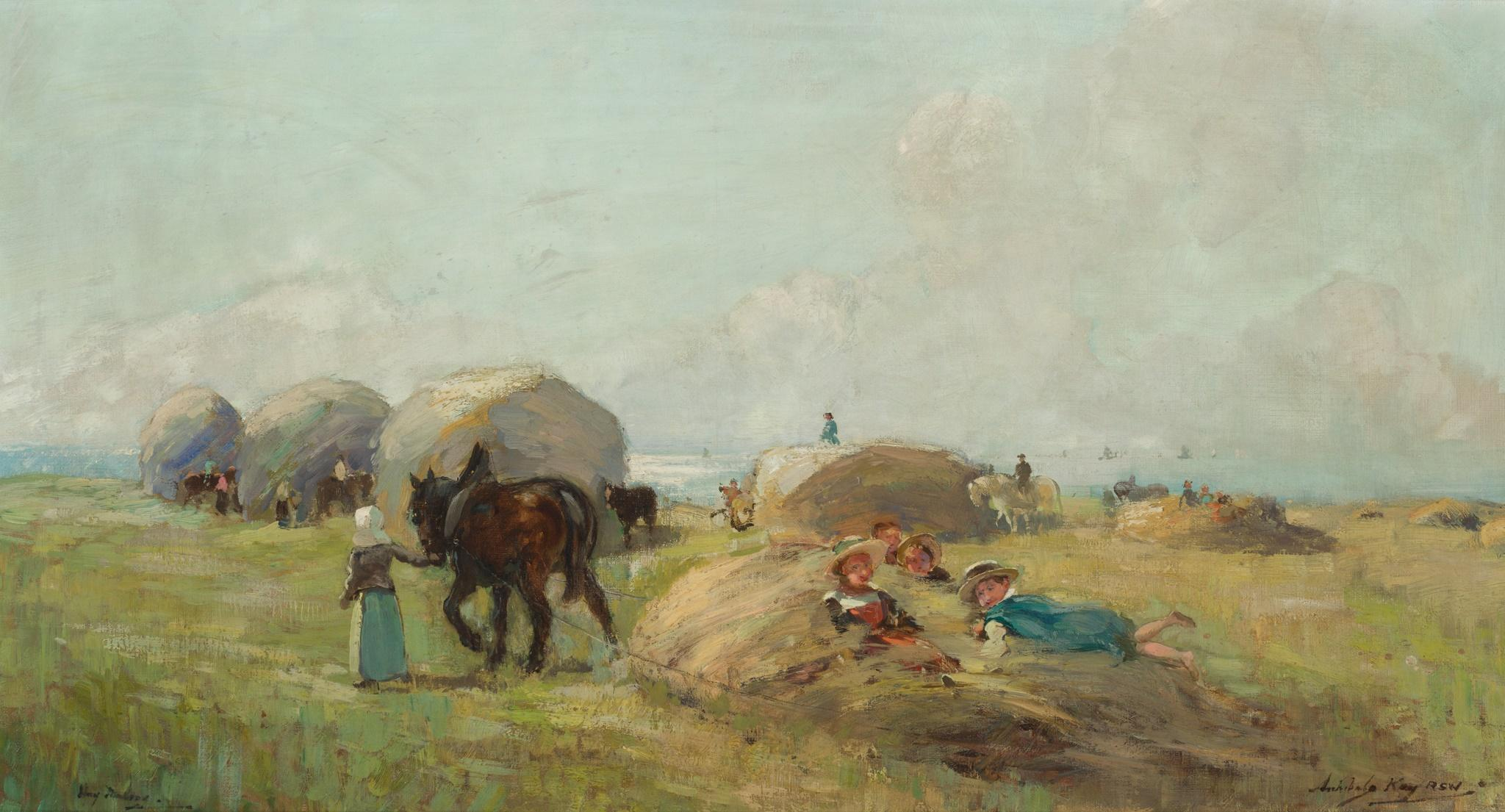
Archibald Kay: Harvest Time (Erntezeit)

Archibald Kay wurde 1860 in Glasgow geboren. Sein Vater war gegen eine künstlerische Laufbahn, so dass Kay zunächst im Familienbetrieb arbeitete. Im Alter von 17 Jahren begann er an der Glasgow School of Art bei Robert Greenlees zu studieren. Später setzte er seine Ausbildung an der Académie Julian in Paris fort, wo er bei Gustave Boulanger, Jules-Joseph Lefebvre und Jean-Joseph Benjamin-Constant studierte. Kay war Präsident des Glasgow Art Club und Mitglied der Royal Scottish Watercolour Society, der Royal Scottish Academy und der Royal British Colonial Society of Artists. Er lebte und arbeitete hauptsächlich in Glasgow, unternahm aber auch Studienreisen, unter anderem nach Frankreich. Er starb 1935 in Glasgow.

## Werk

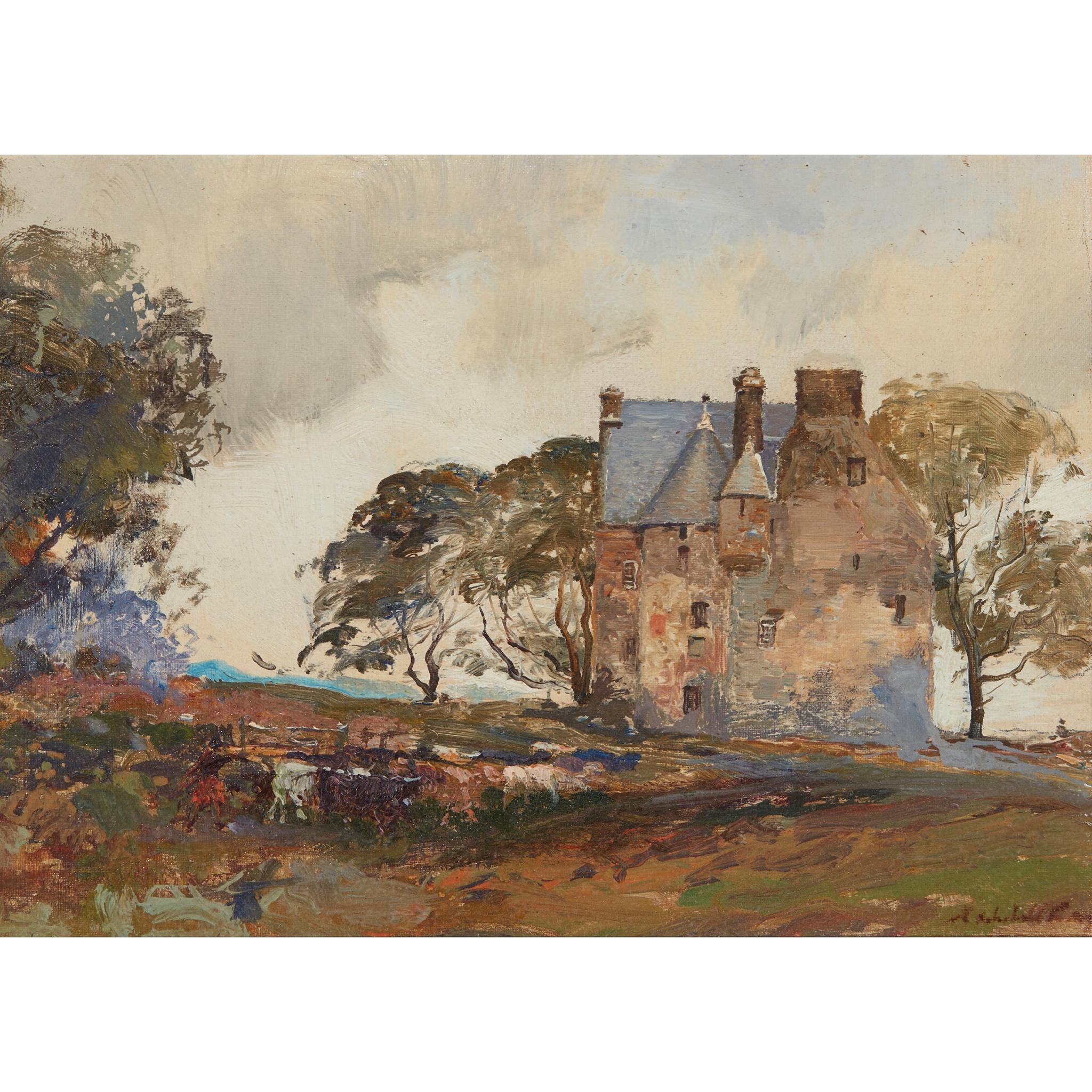
Archibald Kay: Barcaldine Castle, Loch Creran. Barcaldine Castle befindet sich in der Nähe der Mündung des Loch Creran. Es wurde zu Beginn des 17. Jahrhunderts erbaut, verfiel jedoch und wurde erst in den 1960er Jahren restauriert.

Archibald Kay spezialisierte sich auf Landschaftsmalerei, insbesondere auf Szenen aus den schottischen Highlands. Seine Werke zeichnen sich durch einen impressionistischen Stil aus, in dem Licht und Atmosphäre im Vordergrund stehen. Er arbeitete sowohl in Öl als auch in Aquarell und malte häufig Motive wie Flüsse, Moore und ländliche Szenen. Zu seinen bekanntesten Werken zählen Harvest Time, Low Tide und Black Donald’s Linn, Pass of Lerry, Perthshire.